# La Celle-sous-Montmirail
La Celle-sous-Montmirail és un municipi francès situat al departament de l'Aisne i a la regió dels Alts de França. L'any 2007 tenia 109 habitants.

## Demografia

### Població
El 2007 la població de fet de La Celle-sous-Montmirail era de 109 persones. Hi havia 47 famílies de les quals 13 eren unipersonals (13 homes vivint sols), 13 parelles sense fills, 17 parelles amb fills i 4 famílies monoparentals amb fills.
La població ha evolucionat segons el següent gràfic:
Habitants censats

### Habitatges
El 2007 hi havia 65 habitatges, 45 eren l'habitatge principal de la família, 17 eren segones residències i 3 estaven desocupats. 62 eren cases i 2 eren apartaments. Dels 45 habitatges principals, 37 estaven ocupats pels seus propietaris, 6 estaven llogats i ocupats pels llogaters i 1 estava cedit a títol gratuït; 1 tenia dues cambres, 6 en tenien tres, 6 en tenien quatre i 31 en tenien cinc o més. 34 habitatges disposaven pel capbaix d'una plaça de pàrquing. A 22 habitatges hi havia un automòbil i a 20 n'hi havia dos o més.

### Piràmide de població
La piràmide de població per edats i sexe el 2009 era:
| Homes | Edats   | Dones |
| ----- | ------- | ----- |
| 0     | 95 o +  | 0     |
| 0     | 90 a 94 | 0     |
| 0     | 85 a 89 | 8     |
| 0     | 80 a 84 | 0     |
| 0     | 75 a 79 | 0     |
| 8     | 70 a 74 | 4     |
| 0     | 65 a 69 | 8     |
| 4     | 60 a 64 | 0     |
| 0     | 55 a 59 | 0     |
| 0     | 50 a 54 | 4     |
| 0     | 45 a 49 | 0     |
| 4     | 40 a 44 | 4     |
| 4     | 35 a 39 | 0     |
| 0     | 30 a 34 | 4     |
| 4     | 25 a 29 | 8     |
| 0     | 20 a 24 | 4     |
| 0     | 15 a 19 | 0     |
| 4     | 10 a 14 | 0     |
| 0     | 5 a 9   | 0     |
| 4     | 0 a 4   | 0     |

## Economia
El 2007 la població en edat de treballar era de 65 persones, 50 eren actives i 15 eren inactives. De les 50 persones actives 47 estaven ocupades (30 homes i 17 dones) i 3 estaven aturades (1 home i 2 dones). De les 15 persones inactives 3 estaven jubilades, 4 estaven estudiant i 8 estaven classificades com a «altres inactius».
Activitats econòmiques
L'únic establiment que hi havia el 2007 era d'una empresa de comerç i reparació d'automòbils.
L'únic establiment comercial que hi havia el 2009 era una botiga de menys de 120 m².
L'any 2000 a La Celle-sous-Montmirail hi havia 7 explotacions agrícoles que ocupaven un total de 1.113 hectàrees.

## Poblacions més properes
El següent diagrama mostra les poblacions més properes.